# Valentí Gubianas i Escudé
Valentí Gubianas y Escudé (Navás, 1969) es un ilustrador catalán. El 2015, Gubianas ha celebrado los 20 años de la publicación de su primer libro con una exposición antológica en la sala grande del Centre Cultural Casino de Manresa, y en la Fàbrica Nova de Navàs.